# Ibn Fadlallah al-Umari
Schihab al-Din Abu al-Abbas Ahmad ibn Fadlallah al-Umari (arabisch شهاب الدين أبو العبّاس أحمد بن فضل الله العمري Shihāb al-Dīn Abū al-ʿAbbās Aḥmad ibn Faḍlallāh al-ʿUmarī), bekannt als Ibn Fadlallah al-Umari (geb. 1301 in Damaskus, gest. 1349) war ein arabisch-syrischer Historiker.
Er war ein Schüler von Ibn Taymiyya. Seine Schriften sind eine der Hauptquellen über die legendäre Pilgerfahrt nach Mekka des malischen Königs Mansa Musa.
Zu seinen Hauptwerken gehört Masālik al-abṣār fī mamālik al-amṣār, eine enzyklopädische Sammlung über diverse Themen der damaligen Zeit, darunter etwa über die Sängersklavinnen (Qiyan), von denen er 55 an der Zahl erwähnt (Liste bekannter Sängersklavinnen).
Sein Werk at-Taʾrīf bi-al-muṣṭalaḥ al-scharīf behandelt das Verwaltungssystem der Mamluken.

## Werke
- Masālik al-abṣār, éd. Sayyid[5][6][7][8]
- at-Taʾrīf bi-al-muṣṭalaḥ ash-sharīf